# 应用化学 (期刊)
《应用化学》（德語：Angewandte Chemie）是一本涵盖化学所有方面的同行评审科学期刊，每周出版一期。2011年，该刊的影响因子为13.455，它是发表原创研究的化学期刊中影响因子最高的；2013年被被美国化学会志（IF=11.444）以微小的优势超过。《应用化学》由德国化学会出版，由约翰威立公司发行。
除了以简报形式出现的原创研究文章外，《应用化学》还包含少量综述类文章（综述、小综述、论文、亮点论文）和其他杂志类信息（新闻、讣闻、书评、会议报告）。虽然杂志的名称叫做“应用化学”，但是它研究的领域已经超过了这一层面。

## 版本
该杂志以两个有独立卷号和页码的版本出现：全英语版（英語：Angewandte Chemie International Edition），它的印刷版的ISSN和网页版ISSN分别为1433-7851和1521-3773；德文版（德語：Angewandte Chemie)，它的印刷版的ISSN和网页版ISSN分别为0044-8249和1521-3757，德文版期刊的内容除了包括英文版期刊的内容外还有一部分用德文撰写的原创性研究论文。

## 出版历史
1887年费迪南德·费歇尔在汉诺威创建了德语名称为Zeitschrift für die Chemische Industrie的刊物，由柏林的Verlag von Julius Springer发行，共出版了两卷，两卷的页数分别为370页和361页，但这个刊名仅存在了一年。当德国化学会的前身分析化学家协会（Verein analytischer Chemiker）在费迪南德·费歇尔的鼓动下于1887年11月27日在美因河畔的法兰克福更名为德国应用化学会（Deutsche Gesellschaft für angewandte Chemie）后，它选择将Zeitschrift für die  Chemische  Industrie（英語：Journal for the Chemical Industry）作为协会的官方刊物。1888年，德语的期刊名称改为Zeitschrift für Angewandte Chemie并开始对卷号进行编号。这一名称一直保留至1941年，其后被改为Die Chemie。在1920年以前，这本期刊由施普林格出版社发行，从1921年开始改由Verlag Chemie发行。因第二次世界大战，该刊自1945年4月至1946年12月中断发行。自1947年起以目前这个刊名Angewandte Chemie重新恢复发行。
1962年英语版的《应用化学》问世，期刊名称为Angewandte Chemie International Edition in English，其缩写为Angew. Chem. Int. Ed. Engl.，它有独立的卷号计数。从1998年的第37卷起，刊名中的"In English"被删除。
有多个期刊被并入《应用化学》，它们包括1947年被并入的 Chemische Technik/Chemische Apparatur 和1990年被并入的 Zeitschrift für Chemie 。

## 商业模式
可通过在线订阅和购买印刷版的《应用化学》。它是一本混合型开放获取期刊（hybrid open-access journal），作者可选择通过付费使他的论文能被免费获取。《应用化学》对论文的支持信息（supporting information）实行开放获取。

## 期刊历任主编
| 起止年份  | 主编                             |
| --------- | -------------------------------- |
| 1877-1899 | 费迪南德·费歇尔                  |
| 1900-1903 | L. Wenghöffer                    |
| 1904-1921 | B. Rassow                        |
| 1933-1966 | A. Binz                          |
| 1967-1978 | H. Grünewald                     |
| 1979-1982 | 0. Smrekar                       |
| 1982-2017 | 彼得·格里茨（Peter Gölitz）      |
| 2017-至今 | 内维尔·康普顿（Neville Compton） |